# Літургія годин

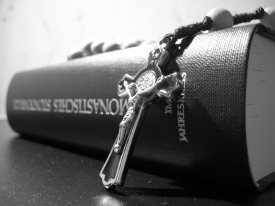

Літургія годин (лат. Liturgia horarum) — загальна назва богослужінь Католицької церкви латинського обряду, що справляються у різні пори дня з метою освячення часу, а також назва книги, що містить тексти цих богослужінь. Як зазначається у Катехизмі, Літургія годин являє собою «публічну молитву Церкви…, у якій вірні (клір, особи посвяченого життя і миряни) виконують своє царське священство охрещених… є справді голосом самої Нареченої, яка звертається до свого Нареченого; це також молитва Христа і Його Тіла до Бога Отця».
Назва «Літургія годин» утвердилась у ході літургійної реформи після Другого Ватиканського собору. До того часу протягом століть богослужіння добового кола іменувалося «Офіцій» (Officium divinum), а книга, по якій відбувалася Літургія годин, іменувалася «Бревіарій» (Breviarium). Ці терміни інколи використовуються і в сучасності, зокрема в історичному музикознавстві.
В православних церквах подібні богослужіння називаються часами, а відповідна богослужбова книга — часословом або молитвословом.

## Історія
Відправлення літургійних годин були відомі ще в юдейській практиці. Так, згідно зі Священним Писанням, Бог наказав Ааронові та його священикам складати ранкові та вечірні жертви (Вих. 29:38-29). У часи Вавилонської неволі (587-521 рр. до Христа), служіння, які складалися з читання Тори, співання псалмів та гімнів, відправлялися у перших синагогах. Вказівки на кількаразові служіння містять у псалмах Давида: «Сім раз на день я тебе хвалю за твої присуди справедливі» (Пс. 119:164), «Увечері й уранці й опівдні я квилитиму й стогнатиму, і мій голос він почує» (Пс. 55, 18).

### Раннє християнство
За часів Римської імперії юдеї (і пізніше — ранні християни) почали слідувати римському розпорядку дня з виділенням періодів часу для молитви. У містах Римської імперії удар дзвону на форумі близько 6 години ранку сповіщав початок робочого дня (prima, першу годину), потім дзвін бив знову о дев'ятій ранку (tertia, третя година), опівдні сповіщав про обідню перерву (sexta, шосту годину), о третій годині пополудні знову скликав людей на роботу (nona, дев'ята година), і, нарешті, оголошував про завершення дня о шостій годині вечора (час вечірньої молитви).
Коли християни почали відділятися від юдеїв, практика молитви в фіксований час збереглася. Перше диво апостолів — зцілення кульгавого на сходах храму — відбулося, коли Петро та Іван йшли до храму на молитву. Також один з визначальних моментів в історії Церкви, рішення про включення язичників до спільноти віруючих, мало підставою видіння апостолу Петру, що сталася під час його молитви опівдні (Дії 10:9-49).
Рання Церква використовувала для молитви псалми (Дії 4:23-30), які й донині збереглися у складі богослужбових годин у всіх християн. Дідахе («Вчення Господа народам через 12 апостолів»), найраніший зі знайдених християнських рукописів, рекомендувало учням читати молитву Господню тричі на день, що також знайшло відображення у богослужбових годинах.
У другому і третьому століттях такі Отці Церкви, як Климент Олександрійський, Оріген і Тертуліан пишуть про практику ранкової та вечірньої молитви, і про молитву третього, шостого і дев'ятого годин. Ці молитви могли відбуватися індивідуально або в зібранні віруючих. У третьому столітті виникла практика «безперервної молитви», коли батьки-пустельники, слідуючи заповіді апостола Павла («Безперестанку моліться», 1 Сол. 5:17) ділилися на групи, з яких одна змінювала іншу, так що в результаті виходила цілодобова молитва.

### До Тридентського собору
У міру розвитку практики безперервної молитви в монастирських спільнотах Сходу і Заходу тривалість молитов збільшувалася, при цьому прив'язка молитов до певних годин дня стала в щоденному житті монастирів практично нормою. До четвертого століття у своїх основних рисах богослужбові години прийняли свою нинішню форму. Для парафіяльних священиків і мирян молитви годин були за потребою набагато коротше. У багатьох храмах і базиліках, де основу кліру становили ченці, ці години представляли собою суміш мирської і монастирської практик.
Значний вплив на формування годин в Західній Церкві надав засновник Бенедиктинського монашого чину, св. Бенедикт Нурсійський (в православній традиції — преподобний Венедикт Нурсійський), що виклав послідовність годин (іменованих у нього Opus Dei, тобто «Боже діло») в своїх «Правилах». Молитовний розпорядок дня ченців-бенедиктинців будувався згідно з цими правилами. Опівночі відбувалася служба, іменована matutinum, або horae matutinae, за якої о 3-й годині ранку йшла ранкова служба laudes (Спочатку так називали три останні псалми Псалтиря, читалися на цій службі, потім ця назва перейшла на всю службу, українською часто передається як лауди). До появи в XIV столітті воскових свічок служби відбувалися в темряві або при мінімальному освітленні; від ченців очікувалося знання читаних текстів напам'ять. Потім монахи на деякий час віддалялися спати, а о 6-й годині знову вставали і йшли на службу першої години (prima). Після цього могла бути приватна Меса, чи духовні читання, або робота до 9-ї години, коли відбувалася служба третьої години (tertia), а потім урочиста Меса. Опівдні вони йшли на молитву 6-ї години (sexta) і потім на денну трапезу. Після цього був невеликий відпочинок до служби 9-ї години (nona) о 3 годині дня. Після цього ченці були зайняті роботою до заходу, коли відбувалася вечірня (vesperae), а потім, перед сном (9 годин вечора) повечір'я (completorium). Після цього ченці йшли спати, щоб опівночі почати цей цикл знову.
Поступово служба годин почала набувати все більшого значення в житті Церкви, її чин почав дедалі ускладнюватися. Скоро для здійснення цієї служби стало необхідним наявність різних книг, як, наприклад, Псалтир для читання псалмів, Біблія для біблійних уривків, збірник гімнів для співу і т. Д. У міру зростання числа парафій, віддалених від кафедральних соборів і базилік, а головним чином через появу кліриків, вимушених переїжджати з місця на місце, але не звільнених від обов'язку здійснювати всі канонічні години, виникала необхідність в компактніших виданнях, де всі необхідні тексти були б зібрані в одній книзі. Такі компактні видання отримали назву бревіарій (лат. brevis — короткий). Тексти бревіаріїв досягли Риму, де Папа Іннокентій ІІІ розповсюдив їх використання на Римську курію. Францисканці пристосували цей Breviarium Curiae для потреб своїх подорожуючих братів, взявши за зразковий так званий галліканський текст псалтирю (Psalterium Gallicanum — древній богослужбовий переклад псалтирю на латинську мову, зроблений з грецького тексту). Бревіарій францисканців поширився по всій Європі. Папа Миколай III затвердив цей бревіарій для використання не тільки в Римській курії, а й у всіх базиліках. У кінцевому підсумку, він став використовуватися в усій Римо-католицькій Церкви.

### Тридентський собор
Тридентський собор, що почався в 1545 році, оголосив «Римський Бревіарій» єдиною богослужбової книгою для всієї Католицької церкви. Він підтвердив обов'язок священнослужителів щодня читати години вдома або в храмі. Подальші виправлення бревіарію були залишені в компетенції Папи, оскільки Собор не мав часу завершити реформу бревіарію.
Згодом папами проводилися періодичні перегляди бревіарію. Перший такий перегляд здійснив св. Пій V в 1568 році. Також Папи Сікст V, Климент VIII, Урбан VIII, Климент XI та ін. переглядали бревіарій. Значні зміни в бревіарій були внесені в 1911 році при понтифікату св. Пія X. Він відновив практику прочитання всіх 150 псалмів за тиждень, зі слідування годин було видалено багато повторів. Папа Пій XII також почав реформу бревіарію, дозволивши використання нового перекладу псалмів і створивши спеціальну комісію для роботи над переглядом бревіарію. У 1955 році було проведено опитування католицьких єпископів з приводу реформи бревіарію, і Папа Іван XXIII у 1960 році видав вказівки щодо його перегляду. Це проклало шлях до реформ Другого Ватиканського собору.

### Другий Ватиканський собор
Другий Ватиканський Собор висунув такі вимоги:
1. Скасувати Першу Годину
2. Повернутися до початкових текстів гімнів (перш використовуваних за індультам)
3. Відновити Молитви (рідко читалися в дособорній практиці)
4. Збільшити період для прочитання всього Псалтиря.

## Структура
Головною частиною кожної канонічної години є псалми. Чергування псалмів вибудовується у 4-тижневий цикл. Разом з антифонами і фрагментами Святого письма, трудів Отців церкви i деяких спеціально приготовлених церквою текстів, утворюють часослов.
Структура годин протягом доби складає такі служіння:
- Інваторій (Invitatorium) читається на початку літургійної молитви даного дня, завжди передує першій молитві дня, що може бути ранковою або годиною читань. Заклик розпочинається версами «Господи, відкрий уста мої. / І вуста мої возвістять хвалу Твою»[3], після чого виконується псалом з респонсорієм (рефреном);
- Година читань читаються у довільний час, (розпочинається від версу «Боже, прийди мені на допомогу / Господи, поспіши мені на порятунок»[3], після чого виконується гімн, три псалми, читання зі Святого Письма і друге з творів Отців церкви або документів Маґістерії Церкви — обидва з респонсоріями, урочиста молитва);
- Лауди (Laudes) читається зранку (розпочинається від версу «Боже, прийди мені на допомогу / Господи, поспіши мені на порятунок»[3], після чого виконується гімн, псалмодія, що складається з двох псалмів, між якими виконується пісня зі Старого Заповіту, у характері подібному до псалму, але не з Книги псалмів, потім слідують короткі біблійні читання, респонсорій, кантик Захарія або Benedictus, прохання, Отче наш, урочиста молитва);
- Молитва протягом дня (гімн, псалмодія, короткі біблійні читання, верс, урочиста молитва) — має 3 варіанти, в залежності від часу читання:
  - передполуднева (третя година за римським відліком),
  - полуднева (шоста година за римським відліком),
  - післяполуднева (дев'ята година за римським відліком);
- Вечірня читається увечері, структура її подібна утреній, псалмодія складається з двох псалмів і новозавітного піснеспіву, а на місці Benedictus поміщено магніфікат, або піснь Марії;
- Повечір'я читається безпосередньо перед сном (гімн, іспит сумління, псалмодія, короткі біблійні читання, респонсорій, Nunc dimittis - або пісня Симеона, урочиста молитва, на кінець антифона до Богородиці).

В неділі і свята та переддні читається т.зв. I Вечірня даної неділі (свята).

## Видання
Взірцеве видання Літургії Годин написано латинською мовою і укладене в 4 томи на різні літургійні періоди. З цього взірцевого видання здійснюються переклади національними мовами. Уклад перекладу залежить від видавців: одні пропонують повну, інші – скорочену версію Літургії Годин.
Українською мовою видання Літургії Годин вийшло друком навесні 2008 року. В її основу було покладено новітній переклад псалмів, здійснений о. Рафаїлом Турконяком, а також новозавітні тексти з нового перекладу, здійсненого цим же автором при співпраці з Українським Біблійним Товариством.